# 10-FEET
10-FEET(일본어: テンフィート 텐휘이토[*], 한국어: 텐피트)는 1997년 교토에서 결성된 일본의 록 밴드로, 유니버설 뮤직 재팬과 계약하고 바다스가 관리한다. 그들의 음악 스타일은 록, 펑크, 헤비 메탈, 레게, 힙합, 팝 록, 보사노바를 혼합한 것이다.

## 멤버
- 미타무라 타쿠마 – 리드 보컬과 리드 및 리듬 일렉트릭 기타
- 이노우에 나오키 – 일렉트릭 베이스 기타와 백 보컬
- 나카오카 코이치 – 드럼 키트 및 백 보컬